# Carl Adolf Holmgren
Carl Adolf Holmgren, född 22 april 1815 i Västerås församling, Västmanlands län, död 26 april 1872 i Hudiksvalls församling, Gävleborgs län, var en svensk musikdirektör och domkyrkoorganist i Västerås församling.

## Biografi
Holmgren föddes 22 april 1815 i Västerås. Han var son till skräddaren Mats Holmgren och Annan Andersdotter. Han arbetade som organist i Johannes församling och Sofia församling i Stockholm. När han tog musiklärarexamen 1843 fick han båda tjänsterna. Han blev 1839 organist i Sofia Magdalena kyrka, Gävle. Holmgren blev 1845 domkyrkoorganist och musikdirektör i Västerås församling. Han flyttade 1850 till Simtuna och arbetade där som klockare och organist i Simtuna församling. Holmgren gifte sig 1851 med Johanna Mathilda Sundberg (1827–1857). De fick tillsammans sonen Oscar Vindician (född 1852). Holmgren blev 1856 organist och musikdirektör i Hudiksvalls församling. Han avled 26 april 1872 i Hudiksvall.